# 2010 en Angola
Cet article présente les faits marquants de l'année 2010 en Angola.

## Évènements
- Dimanche 31 janvier 2010 : l'Égypte remporte à Luanda, la Coupe d'Afrique des nations pour la 3e fois d'affilée en battant le Ghana en finale (1-0)[1].

- Lundi 22 février 2010, Cabinda : un groupe indépendantiste, le Flec-FAC, affirme que 8 ressortissants de cette enclave angolaise sont détenus en République du Congo depuis leur arrestation après le mitraillage du bus du Togo en route pour la Coupe d'Afrique des nations 2010, il s'agirait « de simples citoyens et non des membres des Flec-FAC ». Au total 15 Cabindais avaient été interpellés durant « la période du 9 au 15 janvier » à Pointe-Noire, la capitale économique du Congo où l'équipe togolaise de football s'était mise au vert, puis une partie d'entre eux a été libérée sans charges[2].

- Jeudi 25 mars 2010 : l'Angola produira désormais des biocarburants afin de combler les besoins énergétiques du pays sur des terres « marginales » allouées à des investisseurs angolais et étrangers pour la culture de plantes à biocarburants. L’organisation des Nations unies pour l’alimentation et l’agriculture (FAO) s'inquiète de l’exploitation des terres africaines pour les biocarburants, craignant que les populations locales ne soient privées d’accès à l’eau à la nourriture. Selon la nouvelle loi, les entreprises qui investiront dans les biocarburants devront veiller à ce que la population des régions exploitées aient accès à l’eau, aux ressources de base et aux soins médicaux. L'Angola est avec le Nigeria un des deux plus importants producteurs de pétrole d'Afrique sub-saharienne mais peine à relancer son agriculture, ravagée par 27 ans de guerre civile (1975-2002)[3].

- Vendredi 29 octobre 2010 : le Département d'État américain appelle l'Angola à enquêter sur des soupçons de viols de femme expulsées vers la République démocratique du Congo, soulignant que ces deux pays avaient pour devoir de protéger femmes et enfants. Un rapport de l'ONU a récemment affirmé que des centaines de femmes et jeunes femmes avaient été violées dans le cadre d'expulsions menées par l'Angola vers son voisin. Depuis 2004, plus de 400 000 immigrés illégaux, quasiment tous des Congolais de RDC, ont été expulsés des provinces minières d'Angola dans le cadre d'une opération baptisée « Diamant » et visant à lutter contre le trafic illégal de diamants angolais[4].

- Jeudi 4 novembre 2010 : selon le Bureau de coordination des affaires humanitaires (OCHA) de l'ONU à Kinshasa plus de 6 000 personnes pour situation irrégulière, activité illicite de creuseur de diamant, violation des frontières, en majorité des Congolais de la RDC, ont été expulsés de l'Angola et plus de 600 viols ont été commis.

- Mercredi 29 décembre 2010 : la justice angolaise a condamné à 24 ans de prison un homme soupçonné d'avoir participé à l'attaque meurtrière contre l'équipe de football du Togo à son arrivée dans l'enclave séparatiste du Cabinda avant la Coupe d'Afrique des Nations 2010.